# Fabrice Lhenry
Fabrice Lhenry (* 29. Juni 1972 in Lyon) ist ein ehemaliger französischer Eishockeytorwart und derzeitiger -trainer, der seit 2015 als Cheftrainer des Rouen Hockey Élite 76 aus der französischen Ligue Magnus tätig ist.

## Karriere
Fabrice Lhenry begann seine Karriere als Eishockeyspieler beim SC Saint-Gervais, für den er von 1989 bis 1991 in der Division 1, der zweiten französischen Spielklasse, aktiv war. Anschließend spielte der Torwart eine Spielzeit lang für deren Ligarivalen Girondins de Bordeaux sowie vier Spielzeiten lang für den Rekordmeister Chamonix Hockey Club in der Ligue Magnus. Nachdem er in der Saison 1996/97 mit Brest Albatros Hockey erstmals in seiner Laufbahn Französischer Meister wurde, wechselte der Franzose erstmals ins europäische Ausland, wo er die nächsten beiden Spielzeiten für die Frankfurt Lions aus der Deutschen Eishockey Liga auf dem Eis stand.
Im Anschluss an sein Engagement in Deutschland spielte Lhenry je ein Jahr lang für seinen Ex-Club Chamonix Hockey Club in seiner französischen Heimat sowie den HC Milano Vipers in der italienischen Serie A1. Nach weiteren vier Jahren beim HC Mulhouse, mit dem er in der Saison 2004/05 überraschend Meister wurde, erhielt der mittlerweile 33 Jahre alte Nationalspieler einen Vertrag bei EfB Ishockey, für das er von 2005 bis 2009 in der dänischen AL-Bank Ligaen zwischen den Pfosten stand. Anschließend unterzeichnete er einen Vertrag beim französischen Spitzenverein Rouen Hockey Élite 76, mit dem er im ersten Jahr nach seiner Rückkehr auf Anhieb erneut Französischer Meister wurde. In der Saison 2010/11 gewann er mit Rouen das Double aus Meisterschaft und Coupe de France.
In der Folgezeit gewann Lhenry mit Rouen zahlreiche weitere Titel, bevor er 2015 seine aktive Karriere beendete. Im Anschluss wurde er bei den Dragons de Rouen als Cheftrainer angestellt.
In seiner Laufbahn wurde Lhenry insgesamt fünf Mal mit der Trophée Jean Ferrand als bester Torwart der Ligue Magnus ausgezeichnet, womit er zusammen mit Petri Ylönen Rekordgewinner der Trophäe ist.

### International
Für Frankreich nahm Lhenry im Juniorenbereich an der U18-Junioren-B-Europameisterschaft 1990 sowie den U20-Junioren-B-Weltmeisterschaften 1991 und 1992 teil. Im Seniorenbereich stand er im Aufgebot seines Landes bei den B-Weltmeisterschaften 2001, 2002, 2003, 2005, 2006 und 2007 sowie bei den A-Weltmeisterschaften 1997, 1998, 1999, 2000, 2004, 2008, 2009, 2010 und 2011. Des Weiteren stand er für Frankreich bei den Olympischen Winterspielen 1992 in Albertville, 1994 in Lillehammer, 1998 in Nagano und 2002 in Salt Lake City zwischen den Pfosten. Bei Weltmeisterschaften erhielt er zahlreiche individuelle Auszeichnungen.

## Erfolge und Auszeichnungen
| - 1996 Trophée Jean Ferrand - 1997 Französischer Meister mit Brest Albatros Hockey - 2002 Trophée Jean Ferrand - 2003 Trophée Jean Ferrand - 2004 Trophée Jean Ferrand - 2005 Französischer Meister mit dem HC Mulhouse - 2005 Trophée Jean Ferrand - 2005 Ligue Magnus All-Star Team - 2010 Französischer Meister mit den Dragons de Rouen - 2011 Französischer Meister den Dragons de Rouen | - 2011 Coupe de France mit den Dragons de Rouen - 2012 IIHF-Continental-Cup-Gewinn mit den Dragons de Rouen - 2012 Französischer Meister den Dragons de Rouen - 2013 Französischer Meister den Dragons de Rouen - 2013 Ligue-Magnus-Cup-Gewinn mit den Dragons de Rouen - 2014 Ligue-Magnus-Cup-Gewinn mit den Dragons de Rouen - 2015 Coupe de France mit den Dragons de Rouen - 2018 Aufnahme in den Temple de la renommée du hockey français - 2019 Trophée Camil Gélinas - 2021 Trophée Camil Gélinas |

### International
| - 1992 Bester Torwart der U20-Junioren-B-Weltmeisterschaft - 1992 Bester Spieler der U20-Junioren-B-Weltmeisterschaft - 2003 Aufstieg in die Top-Division bei der Weltmeisterschaft der Division I - 2003 Bester Torwart der Weltmeisterschaft der Division I, Gruppe B - 2003 Niedrigster Gegentorschnitt der Weltmeisterschaft der Division I, Gruppe B - 2003 Beste Fangquote der Weltmeisterschaft der Division I, Gruppe B | - 2007 Aufstieg in die Top-Division bei der Weltmeisterschaft der Division I - 2007 Niedrigster Gegentorschnitt der Weltmeisterschaft der Division I, Gruppe A - 2007 Beste Fangquote der Weltmeisterschaft der Division I, Gruppe A - 2009 Top-3-Spieler Frankreichs bei der Weltmeisterschaft - 2010 Top-3-Spieler Frankreichs bei der Weltmeisterschaft |